# Nefit
Nefit is de algemene naam en later ook de officiële naam van een te Deventer gevestigd Nederlands bedrijf dat oorspronkelijk fittingen van smeedbaar gietijzer vervaardigde. .

## Geschiedenis
Het bedrijf is voortgekomen uit een samenwerking tussen Gieterij Ubbink en de Crane Company uit Chicago, om aan de sterk stijgende vraag naar gasfittingen te voldoen. Het werd in 1947 opgezet met Marshallhulp onder de naam NV Nederlands-Amerikaanse Fittingfabriek, later veranderd in Nefit. In het oprichtingskapitaal droegen naast de twee genoemde bedrijven ook de Maatschappij tot Financiering van het Nationaal Herstel bij. In 1950 kwam de fabriek in bedrijf, met een capaciteit van 2400 ton per jaar. Het bedrijf verwierf in 1962 een bestaande handels/installatie/productiefirma, Van de Venne, te Venlo (stad) dat verder ging onder de naam Nefit Venlo.
In 1961 kreeg de Crane Company een bepalend belang in de onderneming die in 1965 werd hernoemd tot Crane Nederland. Ondertussen was in 1963 de flenzenproductie overgedaan aan Excelsior buizen te Oosterhout (Noord-Brabant). Men begon met de productie van een gietijzeren centrale verwarmingsketel. In 1970 waren er een 850 medewerkers in de hoofdvestiging in Deventer. In 1979 werd het bedrijf via een managementbuy-out door de leiding overgenomen. Na de energiecrisis begon men met de productie van energiezuinige HR-ketels, waarvan de Nefit Turbo in 1980 de eerste was. In dat jaar volgde ook de overname van ASW (bedrijf)
In 1987 werd het bedrijf opgesplitst in een gieterij en een verwarmingsafdeling. In 1992 ging men samen met Fasto, waarna de Nefit-ketels ook in Buinen werden vervaardigd. In 1994 werd de gieterij afgesplitst en deze ging verder als Nefit Industrial. De aandelen van het verwarmingsbedrijf kwamen in handen van Buderus uit Wetzlar, waarna de naam in 2000 werd veranderd in Nefit Buderus BV.
Door de overname van Buderus door Bosch in 2004 ontstond de groep BBT Thermotechnik GmbH, waarvan Nefit deel uitmaakt. Niettemin werd de naam in 2005 weer veranderd in Nefit BV. In 2006 reikte de gemeente Deventer haar prijs voor cultuur en wetenschap, de Gulden Adelaar, uit aan Nefit vanwege het grote maatschappelijke belang van een kwart eeuw innovatie bij de ontwikkeling van hoogrendementsketels.
Op woensdag 25 november 2009 werd bekendgemaakt dat Bosch van plan was de productie in Buinen in haar geheel te verplaatsen naar de vestiging in Deventer, om concurrerend te kunnen blijven op de Europese markt.